# Narbağı
Narbağı är en ort i Azerbajdzjan.   Den ligger i distriktet Lənkəran Rayonu, i den sydöstra delen av landet, 210 km sydväst om huvudstaden Baku. Narbağı ligger 57 meter över havet och antalet invånare är 487.
Terrängen runt Narbağı är kuperad västerut, men österut är den platt. Runt Narbağı är det ganska tätbefolkat, med 120 invånare per kvadratkilometer.. Närmaste större samhälle är Lankaran, 8,8 km nordost om Narbağı.
Trakten runt Narbağı består till största delen av jordbruksmark.